# Nick E. Tarabay
Nick Emad Tarabay (Beirut, 28 d'agost de 1975) és un actor nascut al Líban nacionalitzat estatunidenc. És conegut per interpretar a Ashur a la sèrie de televisió de Starz Spartacus i Cotyar a la sèrie de televisió de ciència-ficció en Prime Video The Expanse.

## Primers anys de vida
Tarabay va néixer a Beirut, Líban, en una família nombrosa. Els seus pares encara resideixen al Líban, igual que el seu germà petit i una gran família extensa de cosins, oncles i tietes. Es va traslladar a Nova York després de l'escola secundària. Com a venedor de roba, va treballar per a Hugo Boss i Gucci, mentre estudiava interpretació al T. Schreiber Studio i apareixia en obres teatrals Off-Off-Broadway. Es va traslladar a Los Angeles el 2004, on va estudiar amb Larry Moss i va aparèixer en la posada en escena del seu estudi de Danny and the Deep Blue Sea, de John Patrick Shanley.

## Carrera
Tarabay va debutar a la televisió com a extra en un episodi de Sex and the City (2000). Va aconseguir un altre paper menor a The Sopranos (2001-2004), on va interpretar el paper de Matush, un traficant de drogues. També va interpretar el paper de The Captor al curtmetratge dramàtic de 2005 de David Ellison When All Else Fails. També va fer un paper a la sèrie de televisió Crash del 2008, en la qual va interpretar al personatge, Axel Finet, un tinent de policia temperat. No va ser recuperat per a la segona temporada.
Tarabay va tenir un paper secundari central a la sèrie Starz Spartacus: Blood and Sand en el personatge d’Ashur, un antic gladiador ferit i que ara s’utilitza com a agent i espia. També apareix a la minisèrie de la precuela Spartacus: Gods of the Arena amb el mateix paper abans de la seva lesió, així com a la seqüela de Blood and Sand, Spartacus: Vengeance. El 2013 va aparèixer com a oficial de patrulla Klingon a Star Trek Into Darkness de J.J. Abrams.
Tarabay va interpretar un paper a la setena temporada de Burn Notice de USA Network com a "Dexter Gamble". A més, Tarabay encarna Reiken a la pel·lícula de Brent Ryan Green The Veil. El 2014 es va unir al repartiment de la sèrie de CW Arrow com al supermalvat Digger Harkness/Captain Boomerang. Tarabay va actuar com a personatge recurrent en la quarta temporada de Person of Interest com a "Devon Grice", un agent de l'ISA. Es va unir al programa de televisió The Expanse en la seva segona temporada. Va donar veu a Haruk al videojoc Anthem de Bioware del 2019. L'octubre de 2020 va ser elegit com el malvat Eclipso a la segona temporada de la sèrie de televisió de CW Stargirl.

## Filmografia
| Any        | Títol                        | Paper                               | Notes                                                         |
| ---------- | ---------------------------- | ----------------------------------- | ------------------------------------------------------------- |
| 2000       | Sex and the City             | Ballarí                             | 1 episodi                                                     |
| 2001–2004  | The Sopranos                 | Matush                              | 3 episodis                                                    |
| 2007       | CSI: Miami                   | Neil Massey                         | 1 episodi                                                     |
| 2007       | The Unit                     | Fat Man / Man                       | 2 episodis                                                    |
| 2007       | Moonlight                    | Ralf Martan                         | 1 episodi                                                     |
| 2008–2009  | Crash                        | Axel Finet                          | Paper principal (temporada 1)                                 |
| 2009       | Without a Trace              | Bobby Elber                         | 1 episodi                                                     |
| 2009       | NCIS                         | Haziq Khaleel                       | 1 episodi                                                     |
| 2010–2012  | Spartacus                    | Ashur                               | Paper principal, 27 episodis                                  |
| 2011       | Detroit 1-8-7                | Amir Sakhani                        | 1 episodi                                                     |
| 2012       | Common Law                   | Cooper Williams                     | 1 episodi                                                     |
| 2013       | Star Trek Into Darkness      | Klingon                             | Pel·lícula                                                    |
| 2013       | Burn Notice                  | Dexter Gamble                       | 2 episodis                                                    |
| 2013       | Major Crimes                 | Jason Goss                          | 1 episodi                                                     |
| 2014       | Believe                      | Niko Zepada                         | 5 episodis                                                    |
| 2014, 2017 | Arrow                        | Digger Harkness / Captain Boomerang | 3 episodis                                                    |
| 2014–2015  | Person of Interest           | Devon Grice                         | 3 episodis                                                    |
| 2015       | Longmire                     | Tyler Malone                        | 3 episodis                                                    |
| 2015       | Death Valley                 | Roy Dillen                          | Pel·lícula                                                    |
| 2016       | Castle                       | Vasily Zhirov                       | Episodi: "Dead Red"                                           |
| 2017–2018  | The Expanse                  | Cotyar Ghazi                        | Paper recurrent (temporades 2–3), 15 episodis                 |
| 2017       | The Veil                     | Reiken                              | Pel·lícula                                                    |
| 2018       | Pacific Rim: Uprising        | Sonny                               | Pel·lícula                                                    |
| 2018       | Taken                        | Boone                               | Episodi: "Render"                                             |
| 2019       | Anthem                       | Haluk                               | Videojoc; paper vocal                                         |
| 2019       | Call of Duty: Modern Warfare | Jamal "The Butcher" Rahar           | Videojoc; paper vocal                                         |
| 2020       | Motherland: Fort Salem       | Witchfather                         | Episodis: "A Biddy's Life", "Hail Beltane", "Mother Mycelium" |
| 2021       | Stargirl                     | Eclipso                             | Paper principal (temporada 2)                                 |